# Soif de sang
Cet article concerne le film de Rod Hardy. Pour le film de Park Chan-wook, voir Thirst, ceci est mon sang.
Pour les articles homonymes, voir Thirst (homonymie).
Pour plus de détails, voir Fiche technique et Distribution.
Soif de sang (Thirst) est un film australien réalisé par Rod Hardy, sorti en 1979.

## Synopsis
Kate Davis est enlevé par une organisation clandestine et se réveille dans une immense propriété intitulé "la ferme". Des tas de gens y vivent en gravitant autour d'une piscine mais semblent détachés du monde. On explique à Kate qu'elle est la descendante biologique de la sanguinaire comtesse Báthory et que la ferme est en fait un immense réservoir de sang humain dont une petite minorité se nourrit. Kate refusant d'intégrer volontairement la secte, est soumis à des lavages de cerveaux et à des séances hypnotiques. Elle finit par céder lors d'une cérémonie initiatique mais garde un fond de résistance. Pour la briser, son amant est enlevé et amené à la ferme. Le docteur Fraser, l'un des dirigeants de la ferme se déclare choqué par l'acharnement dont font preuve ses collègues envers Kate. Il fait d'abord échapper l'amant de Kate, puis la jeune fille qu'il emmène dans le sous-sol de sa résidence privée. Ici Kate a la mauvaise surprise de voir son amant ligoté se faire vider de son sang. Fraser rend allégeance à Kate, qui l'éconduit. Elle comprend après que si Fraser l'a fait évader ce n'est pas par pitié mais pour s'unir par les liens du sang à elle et fonder une nouvelle race de vampire. Kate se soumet.

## Fiche technique
- Titre original : Thirst
- Titre français : Soif de sang
- Réalisation : Rod Hardy
- Scénario : John Pinkney
- Photographie : Vincent Monton
- Musique : Brian May
- Pays d'origine : Australie
- Genre : horreur
- Durée : 94 minutes
- Date de sortie : 1979

## Distribution
- Chantal Contouri : Kate Davis
- Shirley Cameron : Mrs. Barker
- Max Phipps : Mr. Hodge
- Henry Silva : Dr. Gauss
- Rod Mullinar : Derek
- David Hemmings : Dr. Fraser